# Meer van Aiguebelette
Het Lac d'Aiguebelette is een natuurlijk meer in het departement Savoie, Frankrijk. Met een oppervlakte van 5,45 km² en een volume van 166 miljoen m³ is het Lac d'Aiguebelette het op vier na grootste natuurlijke meer van Frankrijk. Het bevindt zich op een hoogte van 390,5 m.
Kleine dorpen als Novalaise, Nances, Lépin-le-Lac, Saint-Alban-de-Montbel en Aiguebelette-le-Lac zijn aan het meer gelegen. Het meer is omgeven door heuvels aan de westkant, met de Mont Tournier (877 m) in het noordwesten, een bergrug aan de oostkant met in het noordoosten de Col de l'Epine, vanwaar parapentemogelijkheden worden georganiseerd, en de Mont Grelle (1.425 m), de grijze bergwand in het zuiden. Er zijn diverse wandelpaden om deze bergen te beklimmen en de Col de l'Epine bergpas (987 m) is met de auto te bereiken langs het traject van de vroegere Route Nationale 516, nu gedeclasseerd tot D916, de vroegere verbinding met Cognin en Chambéry.
Het meer onderscheidt zichzelf door de natuur en de turquoise kleur van het water. Het meer is bijzonder omdat het zeven warmwaterbronnen bevat, die het water een aangename temperatuur geven in de zomer (tot 28° C). Het meer is in de 20e eeuw slechts vijfmaal volledig dichtgevroren; in 1909, 1929, 1941, 1942 en 1956.
In het zuidwesten van het meer liggen twee eilanden, Le Grand Ile en Le Petit Ile. Op het grote eiland staat een kapel en in het museum van Lepin-le-Lac bevinden zich prehistorische voorwerpen, die door archeologen op dit eiland zijn gevonden.
Het diepste punt in het meer is 72 meter. Om de natuur en de stilte die het meer biedt te bewaren, zijn motorboten alleen toegestaan als ze een elektrische aandrijving hebben. Er zijn vergezichten over het meer vanaf de hoger gelegen weilanden van boeren om het meer heen, vanaf de begraafplaats bij de kerk in St. Alban de Montbel en vanaf de top van de bergrug.
Sinds het einde van de Tweede Wereldoorlog is het toerisme rondom het meer toegenomen. Sinds de aanleg van de Autoroute Alpine in 1974 is de ontsluiting van het gebied verbeterd. Er zijn veel campings en private boothuizen om het meer. Er worden zomerspelen georganiseerd door de campings en een vuurwerk dat wordt afgestoken om het begin van de vakantie voor de Fransen te vieren, gepaard met feesten om het meer heen. Het meer is tweemaal het toneel voor de Wereldkampioenschappen roeien: in 1997 en 2015.

## Fauna en flora
In het meer worden door de visverenigingen regelmatig vissen bij uitgezet. De meest voorkomende vissen zijn de karperachtige vissen (alver, blankvoorn, ruisvoorn, brasem, karper en zeelt), baars en zalm-achtigen (trekzalm, forel en grote marene).
De meerkoet is sterk aanwezig op de meeroevers, buiten in de winter. De fuut is regelmatig te zien op het meer. De aanwezige populatie wilde eenden is sterk uitgedund.
In de vochtige zones vindt men aan de meeroevers begroeiing van waterlelies, grote kattenstaarten, hop en zwarte els. Rond de eilanden bevinden zich rietvelden.